# 第54回日劇學院賞
←第53回 - 第54回 - 第55回→
第54回日劇學院賞，針對2007年7月到9月在日本播出的連續劇做出投票與評比。

## 最優秀作品賞
1. 花樣少年少女
2. LIFE
3. 螢之光

- 讀者票：1.花樣少年少女；2.貧窮貴公子；3.螢之光
- 記者票：1.花樣少年少女；2.父女七日變；3.LIFE
- 評審票：1.花樣少年少女；2.LIFE；3.螢之光

## 主演男優賞
1. 館廣（父女七日變）
2. 二宮和也（貧窮貴公子）
3. 神木隆之介（偵探學園Q）

- 讀者票：1.二宮和也（貧窮貴公子）；2.館廣（父女七日變）；3.神木隆之介（偵探學園Q）
- 記者票：1.館廣（父女七日變）；2.二宮和也（貧窮貴公子）；3.神木隆之介（偵探學園Q）
- 評審票：1.館廣（父女七日變）；2.二宮和也（貧窮貴公子）；3.渡哲也（新街頭律師）

## 主演女優賞
1. 堀北真希（花樣少年少女）
2. 綾瀨遙（螢之光）
3. 北乃紀伊（LIFE）

- 讀者票：1.堀北真希（花樣少年少女）；2.綾瀨遙（螢之光）；3.北乃紀伊（LIFE）
- 記者票：1.堀北真希（花樣少年少女）；2.綾瀨遙（螢之光）、北乃紀伊（LIFE）
- 評審票：1.堀北真希（花樣少年少女）；2.井上真央（First Kiss）；3.綾瀨遙（螢之光）、北乃紀伊（LIFE）

## 助演男優賞
1. 生田斗真（花樣少年少女）
2. 藤木直人（螢之光）
3. 小栗旬（花樣少年少女）

- 讀者票：1.生田斗真（花樣少年少女）；2.小栗旬（花樣少年少女）；3.櫻井翔（貧窮貴公子）
- 記者票：1.生田斗真（花樣少年少女）；2.藤木直人（螢之光）；3.小栗旬（花樣少年少女）、細田善彥（LIFE）
- 評審票：1.松田翔太（女帝）；2.生田斗真（花樣少年少女）；3.藤木直人（螢之光）

## 助演女優賞
1. 福田沙紀（LIFE）
2. 新垣結衣（父女七日變）
3. 多部未華子（貧窮貴公子）

- 讀者票：1.多部未華子（貧窮貴公子）；2.福田沙紀（LIFE）；3.新垣結衣（父女七日變）
- 記者票：1.福田沙紀（LIFE）；2.新垣結衣（父女七日變）；3.成海璃子（考試之神）
- 評審票：1.新垣結衣（父女七日變）、成海璃子（考試之神）；3.福田沙紀（LIFE）

## 監督賞
1. 谷村政樹 、加藤裕將（LIFE）
2. 松田秀知、都築淳一、佐藤源太（花樣少年少女）

## 腳本賞
1. 荒井修子、渡邊千穂 （父女七日變）
2. 根津理香（LIFE）
3. 井上由美子（新街頭律師）

## 其他獎項
- 主題曲賞：小田和正 「我們」（初吻）
- 特別賞（新人賞）：比嘉愛未（旅館之嫁）